# Sergio Frau
Sergio Frau (Roma, 8 dicembre 1948) è un giornalista italiano.

## Biografia
Lavora al quotidiano la Repubblica dal 1976, per il quale, dopo avere curato vari supplementi, è inviato di temi culturali. È di origini cagliaritane da parte di padre e lombarde da parte di madre. Ha scritto il saggio Le Colonne d'Ercole - Un'inchiesta (2002) in cui riprende l'ipotesi che le mitiche colonne, di cui tra gli altri scrive Platone, andrebbero identificate man mano nel tempo non solo con lo Stretto di Gibilterra, ma anche con il canale di Sicilia. Secondo tale scenario la leggendaria isola di Atlante, di cui parla Platone nei suoi dialoghi Timeo e Crizia coinciderebbe con la Sardegna.
Tale suggestione si accompagna alla ripresa dell'altra, già popolare in Sardegna, che il popolo che edificò i nuraghi coinciderebbe con il misterioso popolo dei Šardana o Šerden, citati tra i "popoli del Mare" che secondo le cronache degli antichi egizi tentarono di invadere il Regno d'Egitto. Altri sarebbero emigrati nella penisola italica, e questa sarebbe l'altrimenti misteriosa origine degli Etruschi. Ipotesi che hanno suscitato critiche non solo in Sardegna.
Nell'aprile del 2005 un simposio sui temi del libro si è tenuto nella sede dell'UNESCO a Parigi, insieme alla mostra "Atlantika: Sardaigne, Ile Mythe" sulla Sardegna nuragica. Nell'ottobre del 2006 l'Accademia Nazionale dei Lincei ha tenuto un convegno sui temi del libro nella sede di Roma che è stata anche il momento inaugurale della mostra Atlantikà. Il 24 settembre 2010 a Roma ha vinto la I edizione del Premio di giornalismo "L'isola che c'è" riconoscimento assegnato a 10 giornalisti sardi, della carta stampa o della Rai, che lavorano a Roma.
Il 24 ottobre 2017 è stato presentato all'Aeroporto di Elmas il suo nuovo libro/inchiesta “Omphalos: il Primo Centro del Mondo. Il Paradiso che divenne Inferno”. 
In Omphalos, Frau si dedica alla ricerca del primo centro del mondo. Nel libro si verificano due miti paralleli: quello di Atlante e della sua isola al centro del mondo (di cui parlano Platone, Omero, Esiodo, Socrate, Aristotele & C.) e quella di Amleto e del suo Mulino Cosmico, che teneva in ordine tempo e spazio nel Primo Mondo, quello dell’Età dell’Oro di Kronos.

## Opere
- Le Colonne d'Ercole. Un'inchiesta. Come, quando e perché la frontiera di Herakles/Milqart, dio dell'Occidente, slittò per sempre a Gibilterra, Roma, Nur neon, 2002. ISBN 88-900740-0-0.
- Atlantikà. Sardegna, Isola Mito. Mostra fotografica a cura di Sergio Frau & Giovanni Manca. Le Colonne d'Ercole, un bilancio, i progetti, a cura di e con Massimo Faraglia, Roma, Nur neon, 2004. ISBN 88-900740-1-9.
- Omphalos. Il primo centro del mondo. Ediz. illustrata di Sergio Frau, Nur Neon.o, 2017, ISBN 8885477003.